# Get Nice!
Albums de Zebrahead
Panty Raid
(2009)
Singles
1. Ricky Bobby
Sortie : 10 juin 2011
2. Get Nice!
Sortie : 9 juillet 2011

Get Nice! est le neuvième album du groupe de punk-rock américain Zebrahead. Il est sorti au Japon le 27 juillet, en Europe le 29 juillet et aux États-Unis le 2 août 2011. Le clip du premier single de l'album, Ricky Bobby, est sorti en juin, et une version numérique du single est également sortie sur iTunes. Un deuxième single, Get Nice!, la chanson éponyme de l'album, est sorti en juillet avec un clip vidéo. Ce clip est sorti sous deux versions: « clean » et « années 1970 ».

## Liste des chansons
1. Blackout
2. Nothing To Lose
3. She Don't Wanna Rock
4. Ricky Bobby - 2:42
5. Get Nice! - 3:32
6. The Joke's On You
7. Nudist Priest
8. Galileo Was Wrong
9. Truck Stops And Tail Lights
10. I'm Definitely Not Gonna Miss You
11. Too Bored To Bleed
12. Kick Your Ass Goodbye
13. This Is Gonna Hurt You Way More Than It's Gonna Hurt Me
14. Demon Days

### Chansons bonus de la version japonaise
1. Light Up The Sky
2. A Freak Gasoline Fight Accident

## Membres du groupe
- Matty Lewis - Guitare rythmique, Chant
- Ali Tabatabaee – Chant
- Greg Bergdorf – Guitare solo
- Ben Osmundson – Guitare basse
- Ed Udhus –  Batterie, Percussions
- Jason Freese - Clavier